# حافظه دسترس‌ناپذیر
حافظه دسترس‌ناپذیر یا حافظه غیرقابل دسترس (به انگلیسی: Unreachable memory) بلاکی از حافظه است که به صورت پویا به یک برنامه اختصاص داده شده‌است، ولی برنامه اشاره‌گری که بتواند از طریق آن به بلاک دسترسی داشته باشد را در اختیار ندارد (برنامه کاربردی اشاره‌گر را گم کرده‌است). به شکل مشابه، یک شی دسترس‌ناپذیر، شیئی است که به شکل پویا اختصاص داده شده اما هیچ ارجاعی برای دسترسی به آن شی وجود ندارد.

## مثال
```
int
 
*
x
;

x
 
=
 
(
int
*
)
 
malloc
(
sizeof
(
int
));

x
 
=
 
NULL
;

```